# ブラッド・ファルチャック
ブラッド・ファルチャック（Brad Falchuk, 1971年 - ）は、アメリカ合衆国のテレビプロデューサー、監督、脚本家である。テレビシリーズ『NIP/TUCK マイアミ整形外科医』、『glee/グリー』、『アメリカン・ホラー・ストーリー』で知られる。

## 生い立ち
マサチューセッツ州ニュートンで育ち、Beaver Country Day Schoolに通う。高校時代は毎日ネクタイを着用し、共和党員を自称することでクラスで目立とうとした。ディスレクシアに悩んでいた。高校ではバスケットボール、野球、ラクロスをプレーした。その後アメリカン・フィルム・インスティチュートに通った。1993年にホバート・アンド・ウィリアム・スミス・カレッジを卒業した。

## キャリア
『ミュータントX』（2001年）、『Earth: Final Conflict』（2001-2002年）、『Veritas: The Quest』（2003年）の脚本家としてテレビのキャリアが始まる。2003年に『NIP/TUCK マイアミ整形外科医』の第1シーズンに参加し、同番組の企画者のライアン・マーフィーと親密になる。ファルチャックとマーフィーはテレビパイロット『Pretty/Handsome』を執筆し、2008年にFXが購入したが、シリーズ化には至らなかった。
『NIP/TUCK』が最終シーズンに近づくと、ファルチャックとマーフィーは次のプロジェクトを模索し始めた。2人はイアン・ブレナンと組んで高校のグリークラブを題材とした1時間コメディの脚本を執筆し、フォックス放送へと売り込んだ。売り込みが成功し、2009年にテレビシリーズ『glee/グリー』が始まった。ファルチャック、マーフィー、ブレナンは同年の全米脚本家組合賞で2部門にノミネートされた。番組が好スタートを切るとファルチャックは20世紀フォックステレビジョンと2年契約を結んだ。
2011年、ファルチャックはマーフィーと共同でホラードラマ『アメリカン・ホラー・ストーリー』を企画し、10月5日に初回が放送された。

## 私生活
2018年1月、女優のグウィネス・パルトローとの婚約を発表。同年9月、ハンプトンズで結婚式を挙げた。
前妻との間に2子がいる。